# Malou Gorter
Malou Gorter (Haarlem, 5 juni 1969) is een Nederlandse actrice. Ze speelde in diverse tv-series, zoals in Annie M.G. over het leven van kinderboekenschrijfster Annie M.G. Schmidt. In 2015–2016 speelde Gorter de hoofdrol in de Nederlandse toneelversie van de Deense tv-serie Borgen.

## Levensloop
Gorter is opgegroeid in Haarlem. Haar ouders waren betrokken bij de oprichting van de Toneelschuur in Haarlem. Ze ging al vrij jong met hen mee naar het theater en ontdekte daardoor dat ze ook graag actrice wilde worden.
Nadat ze haar havodiploma behaalde deed ze auditie van de Toneelschool, maar werd afgewezen. Ze schreef zich in voor de opleiding docent drama aan Academie voor Expressie in Utrecht. Na twee jaar besloot ze opnieuw auditie te doen voor de Toneelschool Amsterdam en werd aangenomen. Ze voltooide de opleiding in 1995.
Na haar afstuderen speelde Gorter een tijdlang bij Toneelgroep Oostpool en later bij Toneelgroep Amsterdam. Op tv werd zij bekend als actrice bij Villa Achterwerk, waar ze met Joep Onderdelinden Sprookjes uit het land van de rijzende zon bracht. Op het toneel begon ze in 1994 in het toneelstuk Written on the wind, een productie van de Toneelschuur naar de gelijknamige film van Douglas Sirk. In 1999 speelde ze met Toneelgroep Amsterdam in Oom Wanja van Anton Tsjechov, samen met Pierre Bokma en Hans Kesting.
Sinds 2019 speelt Malou Gorter een hoofdrol in de dramaserie Oogappels.
In 2024 vertolkte ze de rol van Gertrude van Tijn in de tv-serie De Joodse Raad. Voor haar vertolking ontving zijn een nominatie voor Het Gouden Kalf (Beste Bijrol Dramaserie).
Naast haar werk is ze ook bestuurslid van de belangenvereniging voor acteurs, ACT.

## Televisie
| Jaar        | Titel                                        | Rol                            | Opmerkingen                                                                         |
| ----------- | -------------------------------------------- | ------------------------------ | ----------------------------------------------------------------------------------- |
| 1995        | Baantjer                                     | Advocate                       | In 'De Cock en de moord in de peepshow' en 'De Cock en de moord op de marktmeester' |
| 1995        | 12 Steden, 13 ongelukken                     | Marlies                        | Aflevering 'Lasergun'                                                               |
| 1998        | Hallo hier aarde                             |                                |                                                                                     |
| 1998        | Kussen                                       |                                |                                                                                     |
| 1999        | Klokhuis                                     |                                |                                                                                     |
| 1999        | De zaak Braun                                | Staatssecretaris               |                                                                                     |
| 2000        | Russen                                       | Christine                      |                                                                                     |
| 2001        | Herschreven vriendschap                      |                                |                                                                                     |
| 2001        | Sprookjes uit het land van de rijzende zon   |                                |                                                                                     |
| 2002        | TV7                                          |                                |                                                                                     |
| 2003        | 15:35: Spoor 1                               | Presentatrice Stads-tv         |                                                                                     |
| 2004        | Sale                                         |                                | Short                                                                               |
| 2006        | Van Speijk                                   |                                |                                                                                     |
| 2005 - 2006 | Keyzer & de Boer Advocaten                   |                                |                                                                                     |
| 2010        | Bernhard, Schavuit van Oranje                | Laurentien Brinkhorst          |                                                                                     |
| 2010        | Klein Holland II                             |                                |                                                                                     |
| 2010        | Flikken Maastricht                           |                                |                                                                                     |
| 2010        | Annie M.G.                                   | Annie M.G. Schmidt (34–59 jr.) |                                                                                     |
| 2011        | A'dam - E.V.A.                               |                                |                                                                                     |
| 2013        | Duivelse Dilemma's: Symbiose                 |                                | Tv film                                                                             |
| 2013        | Doris                                        | Karin                          |                                                                                     |
| 2013        | De val van de Aantjes                        | Hannie                         |                                                                                     |
| 2014        | Duivelse Dilemma's: De liefde van mijn leven |                                |                                                                                     |
| 2014        | Hollands Hoop                                | Felice                         |                                                                                     |
| 2014        | Dokter Tinus                                 | Barbara                        |                                                                                     |
| 2015        | Geen Koningen in ons bloed                   |                                |                                                                                     |
| 2015        | Vechtershart                                 |                                |                                                                                     |
| 2018, 2020  | Mocro Maffia                                 | Edith Roodschild               |                                                                                     |
| 2018        | All You Need Is Love                         | Arianne                        |                                                                                     |
| 2019-heden  | Oogappels                                    | Merel Larooi-van Voorst        |                                                                                     |
| 2022        | De verschrikkelijke jaren tachtig            | Joyce                          |                                                                                     |
| 2022        | Het jaar van Fortuyn                         | Wouke van Scherrenburg         |                                                                                     |
| 2022        | Kerstappels                                  | Merel van Voorst               | Tv film                                                                             |
| 2024        | De Joodse Raad                               | Gertrude van Tijn              |                                                                                     |
| 2024        | Goudappels                                   | Merel van Voorst               | Tv film                                                                             |
| 2025        | Wheelie                                      | Sunniva                        | Tv film                                                                             |

## Film
| Jaar | Titel                         | Rol               |
| ---- | ----------------------------- | ----------------- |
| 1999 | Duinzicht boven               |                   |
| 2005 | Leef!                         | Rika              |
| 2015 | Ik geloof dat ik gelukkig ben | Fysiotherapeut    |
| 2016 | Tonio                         | Hoofdverpleegster |

## Theater
| Jaar | Titel                                                                 | Opmerkingen                                  |
| ---- | --------------------------------------------------------------------- | -------------------------------------------- |
| 1995 | Prometheus Streetcar                                                  | Toneelgroep Amsterdam                        |
| 1996 | Licht Een soort Hades                                                 | Toneelgroep Amsterdam                        |
| 1997 | Herakles                                                              | Toneelgroep Amsterdam                        |
| 1998 | Westkaai                                                              | Fact                                         |
| 1998 | Over de mol die wil weten... wie er op zijn kop heeft Bacchanten      | Toneelgroep Amsterdam                        |
| 1998 | Dark Lady Een ideale vrouw                                            | Toneelgroep Amsterdam                        |
| 1999 | Ten liefde                                                            | Bellevue                                     |
| 2000 | De winter onder de tafel                                              | Toneelschuur                                 |
| 2001 | Mexico                                                                | Mugmetdegoudentand                           |
| 2001 | Foxtrot                                                               | Stichting Speciale Internationale Produkties |
| 2002 | Het zouthuis                                                          | Theatergroep Oostpool                        |
| 2002 | A Well Fucked Up Play                                                 | Spui-theater                                 |
| 2003 | Zullen we het liefde noemen                                           | Theatergroep Oostpool                        |
| 2005 | Tirannie van de tijd                                                  | Het Zuidelijk Toneel                         |
| 2005 | A Clockwork Orange                                                    | d’Electrique                                 |
| 2007 | Op de ziel                                                            | Theatergroep Oostpool                        |
| 2009 | Medea Mevrouwen Aarsschaafsel en Korrelfotze Heelhuids en halsoverkop | Noord Nederlands Toneel                      |
| 2010 | Elf minuten                                                           | Noord Nederlands Toneel                      |
| 2012 | Don Juan Hamlet                                                       | Noord Nederlands Toneel                      |
| 2013 | Crash Misdaad & Straf                                                 | Noord Nederlands Toneel                      |
| 2014 | De Laatkomer                                                          | Noord Nederlands Toneel                      |
| 2015 | Borgen                                                                | Noord Nederlands Toneel                      |
| 2016 | All Inclusive                                                         | Noord Nederlands Toneel                      |
| 2017 | Revolutionary Road                                                    | Theater Rotterdam                            |
| 2018 | Mooi weer vandaag                                                     | Hummelinck Stuurman Theaterbureau            |
| 2018 | Kras                                                                  | Toneelschuur Producties                      |
| 2019 | In wankel evenwicht                                                   | Toneelschuur Producties                      |
| 2021 | Happy Hour                                                            | Mugmetdegoedentand                           |
| 2022 | Onder Ons                                                             | Toneelschuur Producties                      |
| 2023 | De Dappere Soldaat                                                    | Toneelschuur Producties                      |
| 2023 | De plantage van onze voorouders                                       | Orkater                                      |
| 2024 | Schuldig landschap                                                    | Theater Na de Dam                            |

## Prijzen en Nominaties
- 2010 - Beeld en Geluid Award, beste actrice, voor haar rol in Annie M.G. (Nominatie)
- 2015 - Theo d'Or voor de tien uur durende marathontheatervoorstelling Borgen. (Nominatie)
- 2021 - AD Media Podcast Media Prijs voor haar rol als Merel Larooi-van Voorst in Oogappels.
- 2023 - De Colombina voor haar rol in De Dappere Soldaat. (Nominatie)
- 2024 - Het Gouden Kalf, beste bijrol dramaserie, voor haar vertolking van Gertrude van Tijn in De Joodse Raad (Nominatie)

## Persoonlijk
Ze woont samen met haar vriend en hun twee kinderen op een boot in Amsterdam.